# Baton (Mythologie)
Baton (altgriechisch Βάτων Bátōn) ist eine Gestalt der griechischen Mythologie.
Nach Pausanias war Baton der Wagenlenker des Amphiaraos, des Königs von Argos und Sehers des Zeus. Wie dieser stammte Baton aus dem Haus der Melampodiden, der Nachfahren des Sehers Melampus. Im Kampf der Unterstützer des Polyneikes gegen dessen Bruder Eteokles um die Herrschaft in Theben – ein Stoff, der in den Sieben gegen Theben eine tragische Behandlung durch Aischylos erfahren hat – kam Baton auf die gleiche Weise wie Amphiaraos ums Leben: Als sie sich in auswegloser Lage zur Flucht wandten, ersparte ihnen Zeus ein unrühmliches Ende, indem er die Erde aufriss, die beide verschlang.
Wie Amphiaraos genoss auch Baton heroische Verehrung in Argos und besaß ein Hieron nahe dem Temenos des Asklepios. Auf der berühmten Lade des Kypselos im Heiligtum von Olympia hatte Baton, in der einen Hand die Zügel, in der anderen einen Speer, bei der Ausfahrt des Amphiaraos bereits den Wagen bestiegen, während Amphiaros erst einen Fuß in den Wagen gestellt hatte. Auf einigen griechischen Vasenbildern ab dem 6. Jahrhundert v. Chr. ist Baton als Begleiter des Amphiaraos abgebildet und durch Beischrift kenntlich gemacht. Eines der prächtigsten Exemplare dieser Darstellung, das wohl jener der Kypseloslade sehr nahe steht, befand sich auf dem verschollenen Amphiaraos-Krater.
Als Teil des großen, halbkreisförmigen Weihgeschenks der Argiver in das Apollonheiligtum von Delphi, das die Heilige Straße bald nach deren Beginn auf der Südseite säumte, wurde auch der Wagen des Amphiaraos mit seinem Wagenlenker Baton dargestellt. Anlass der Stiftung war der Sieg über Sparta bei Oinoë zwischen 461 und 452 v. Chr. Ausgeführt wurde das Weihgeschenk von den Bildhauern Hypatodoros und Aristogeiton.
Laut Stephanos von Byzanz, der sich auf Polybios stützt, war Baton der Oikistes der illyrischen Stadt Harpyia, doch nennt Strabon einen Führer dalmatischer Stämme namens Baton, so dass hier eine Verwechslung vorliegen könnte. Unklar bleibt, auf welcher Seite.